# Erdélyi Ferenc (katolikus pap)
Erdélyi Ferenc (1820 – Somogysámson, 1888) katolikus pap.

## Élete
A szabadságharc idejében Zichy Domonkos mellett mint udvari pap és teológiai tanár működött; annak elüzetése után pedig mint az egyházmegyei hivatal főnöke az agg Szmodis nagyprépostot szolgálta. 1853-ban Somogysámsonra helyezték plébánosnak, hol 1888-ban meghalt. Encyclopaedikus műveltséggel birt és német, francia és angol könyveket olvasott.

## Munkái
1. A franczia forradalom főelve és ennek eredményei. Nicolas Ágost után ford. Nagy-Kanizsa, 1873.
2. A házasság és ennek polgáriasítása természettudományi és jogi szempontból tekintve. Bpest, 1875.
3. Hosiah Izrael. (Izrael üdve.) Levelezés Jonathan és Jakab testvérek között. Uo. 1884.